# Oswestry (dystrykt)
Oswestry – były dystrykt w hrabstwie Shropshire w Anglii. W 2001 roku dystrykt liczył 37 308 mieszkańców.

## Civil parishes
- Kinnerley, Knockin, Llanyblodwel, Llanymynech and Pant, Melverley, Oswestry, Oswestry Rural, Ruyton-XI-Towns, Selattyn and Gobowen, St. Martin's, West Felton, Weston Rhyn i Whittington[2].